# Bill Simpson (músico)
William Simpson (llamado también Willie Simpson o Alex Plode) es el bajista del grupo de punk rock The Skids. Nació en Kirkcaldy, Fife, Escocia el 15 de agosto de 1957. Él y su amigo de escuela Stuart Adamson pertenecían desde 1973 hasta 1975 a una banda local llamada Tattoo. Luego de esa experiencia, ambos vieron a The Damned en un concierto; fue ahí cuando decidieron formar una banda de punk.
The Skids se formó en 1977, y luego de participar en los álbumes "Scared To Dance" y "Days In Europe", Simpson decide salirse de la banda y viajar a Australia. Simpson es ahora un agente de Estado.
En el año 2007, Simpson y Richard Jobson reformaron The Skids. Esta nuevo encuentro comenzó con giras a inicios del año alrededor de Escocia. Actualmente reside en Dunfermline